# Organische Leuchtdiode
Eine organische Leuchtdiode (englisch organic light-emitting diode, OLED) ist ein leuchtendes Dünnschichtbauelement aus organischen halbleitenden Materialien, das sich von den anorganischen Leuchtdioden (LED) dadurch unterscheidet, dass die elektrische Stromdichte und Leuchtdichte geringer und keine einkristallinen Materialien erforderlich sind. Im Vergleich zu herkömmlichen (anorganischen) Leuchtdioden lassen sich organische Leuchtdioden daher in Dünnschichttechnik kostengünstiger herstellen, ihre Lebensdauer und Lichtausbeute sind jedoch noch geringer als die herkömmlicher Leuchtdioden.

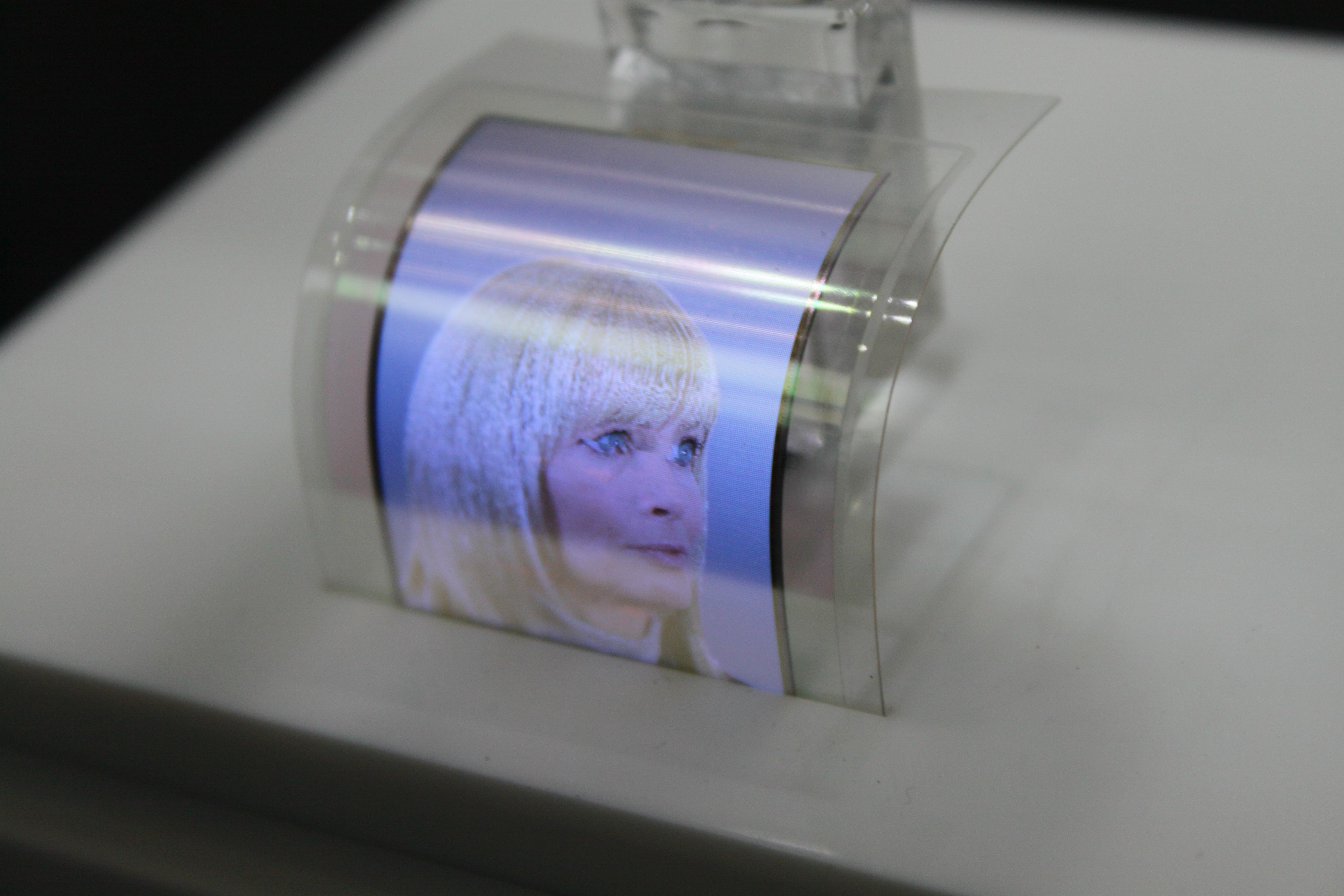
OLED-Display (2011)

Die OLED-Technik wird für Bildschirme in Smartphones, Tablet-Computern wie auch in größerflächigen Fernsehern und Computermonitoren eingesetzt. Dabei kommen hier ausschließlich AMOLED-Displays (Active Matrix OLED) zum Einsatz, da PMOLED-Displays (Passive Matrix OLED) aufgrund ihrer Bauweise auf kleine Bildschirmgrößen beschränkt sind (< 3 Zoll). Ein weiteres Einsatzgebiet ist die großflächige Raumbeleuchtung. Aufgrund der Materialeigenschaften ist auch eine Verwendung der OLEDs als biegsamer Bildschirm möglich.

## Aufbau und Funktionsweise

Schema einer OLED: 1. Kathode, 2. Emitterschicht, in Grün dargestellt, 3. Rekombination der Ladungsträger mit Emission eines Photons, 4. Lochleitungsschicht, 5. Anode

OLEDs sind aus mehreren Schichten aufgebaut. Dabei wird meist auf die Anode, bestehend aus Indium-Zinn-Oxid (ITO), die sich auf einer Glasscheibe befindet, eine Lochleitungsschicht (englisch hole transport layer, HTL) aufgebracht. Zwischen ITO und HTL wird – abhängig von der Herstellungsmethode – oft noch eine Schicht aus PEDOT/PSS aufgebracht, die zur Absenkung der Injektionsbarriere für Löcher dient und die Eindiffusion von Indium in den Übergang verhindert. Auf die HTL wird eine Schicht aufgebracht, die entweder den organischen Farbstoff enthält (5 bis 10 Prozent) oder – eher selten – vollständig aus dem Farbstoff besteht, z. B. Aluminium-tris(8-hydroxychinolin), Alq3. Diese Schicht bezeichnet man als Emitterschicht (engl. emitter layer, EL). Auf diese wird optional noch eine Elektronenleitungsschicht (engl. electron transport layer, ETL) aufgebracht. Zum Abschluss wird eine Kathode, bestehend aus einem Metall oder einer Legierung mit geringer Elektronenaustrittsarbeit wie zum Beispiel Calcium, Aluminium, Barium, Ruthenium, Magnesium-Silber-Legierung, im Hochvakuum aufgedampft. Als Schutzschicht und zur Verringerung der Injektionsbarriere für Elektronen wird zwischen Kathode und E(T)L meistens eine sehr dünne Schicht aus Lithiumfluorid, Caesiumfluorid oder Silber aufgedampft.
Die Elektronen (d. h. die negativen Ladungsträger) werden nun von der Kathode injiziert, während die Anode die Löcher (d. h. die positiven Ladungsträger) bereitstellt. Elektronen und Löcher driften aufeinander zu und treffen sich im Idealfall in der EL, weshalb diese Schicht auch Rekombinationsschicht genannt wird. Elektronen und Löcher bilden einen gebundenen Zustand, den man als Exziton bezeichnet. Abhängig vom Mechanismus stellt das Exziton bereits den angeregten Zustand des Farbstoffmoleküls dar, oder der Zerfall des Exzitons stellt die Energie zur Anregung des Farbstoffmoleküls zur Verfügung. Dieser Farbstoff hat verschiedene Anregungszustände. Der angeregte Zustand kann in den Grundzustand übergehen und dabei ein Photon (Lichtteilchen) aussenden. Die Farbe des ausgesendeten Lichts hängt vom Energieabstand zwischen angeregtem und Grundzustand ab und kann durch Variation der Farbstoffmoleküle gezielt verändert werden. Ein Problem stellen nichtstrahlende Triplett-Zustände dar. Diese können durch Zugabe von sogenannten „Exzitoren“ wieder gelöst werden.

## Verwendung und Auswahl organischer Materialien
Für die aus Polymeren gefertigten organischen LEDs hat sich die Abkürzung PLED (engl. polymer light emitting diode) durchgesetzt. Als SOLED oder SMOLED werden seltener die aus „small molecules“ (kleinen Molekülen) hergestellten OLEDs bezeichnet. In PLEDs werden als Farbstoffe häufig Derivate von Poly(p-phenylen-vinylen) (PPV) verwendet. In jüngster Zeit werden Farbstoffmoleküle eingesetzt, die eine vierfach höhere Effizienz als mit den oben beschriebenen fluoreszierenden Molekülen erwarten lassen. Bei diesen effizienteren OLEDs werden metall-organische Komplexe verwendet, bei denen die Lichtaussendung aus Triplett-Zuständen erfolgt (Phosphoreszenz).
Diese Moleküle werden auch Triplett-Emitter genannt; der Farbstoff kann auch durch das Umgebungslicht angeregt werden, was zu Lumineszenz führen kann. Ziel ist es allerdings, selbstleuchtende Bildschirme herzustellen, die die organische Elektrolumineszenz nutzen.
In den letzten Jahren sind Simulationstechniken entwickelt worden, die inzwischen ausgehend von der chemischen Zusammensetzung wichtige Eigenschaften von OLEDs komplett am Computer berechnen können. Diese Methoden erlauben eine kostengünstige Vorauswahl von Molekülen, ohne aufwändige Synthese und experimentelle Charakterisierung.

## Herstellungsverfahren bei AMOLED-Bildschirmen

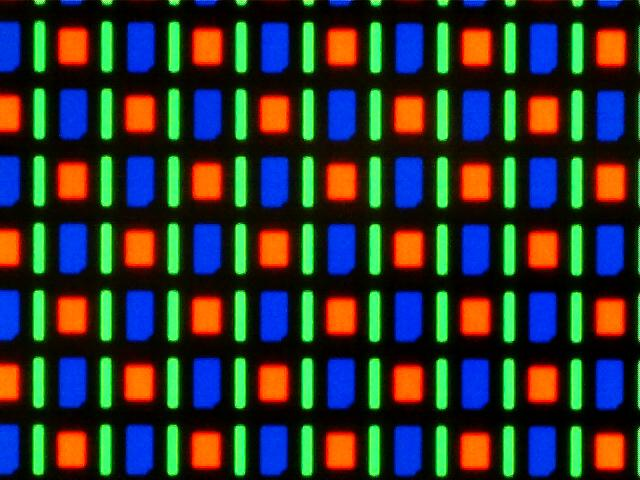
Nahaufnahme eines Farbdisplays mit AMOLED in einer PenTile-Matrixanordnung

Bei AMOLED-(Aktivmatrix-OLED-)Bildschirmen gibt es drei bedeutende Herstellungsverfahren, die die Produktionskosten, die technischen Eigenschaften und damit das Anwendungsfeld bestimmen. Zum einen gibt es RGB-Side-by-Side-AMOLED-Bildschirme (SBS), unter anderem basierend auf einer fine metal mask (FMM)-Technologie, weiße OLEDs mit einem Farbfilter (W-OLED), und seit dem Jahre 2022 blaue OLEDs mit Quantenpunkten (QD-LED):

### RGB-OLED
RGB-OLED-Bildschirme (engl. red green blue organic light emitting diode) sind so aufgebaut, dass jeder Subpixel eine der drei Grundfarben Rot, Grün oder Blau emittiert. Die Vorteile liegen in einem großen Farbraum (>100 % NTSC) und einer geringen Leistungsaufnahme verglichen mit W-OLED-Bildschirmen. Nachteilig wirken sich jedoch das Herstellungsverfahren und die verschieden schnelle Alterung der Subpixel aus. Bei der Herstellung der SBS-AMOLEDs werden die Pixel durch eine fine metal mask (FMM) platziert bzw. auf das Substrat aufgetragen. Problematisch ist hierbei die hohe Genauigkeit, mit der die Maske ausgerichtet werden muss (±1 μm). Besonders bei hohen Auflösungen und großen Bildschirmen führt dies oft zu Fabrikationsfehlern, damit zu einem hohen Ausschuss und hohen Kosten. Diese Technik wird deshalb bei kleinen Bildschirmen wie Smartphones eingesetzt. Samsung ist hier ein großer Hersteller.

### W-OLED
Bei der W-OLED-Technologie (engl. white organic light emitting diode) werden keine verschiedenfarbigen Subpixel hergestellt. Der Einsatz einer FMM findet nicht statt. Bei dieser Technik trifft für jedes Subpixel weiß emittiertes Licht auf einen Farbfilter, der die Grundfarben pro Pixel selektiert. Durch die fehlende FMM ist eine Produktion auch bei großen Bildschirmen in großen Stückzahlen möglich. Farbverschiebungen infolge der unterschiedlich schnell alternden Emitterfarbschichten wie bei SBS-AMOLED-Subpixeln treten hier nicht auf. Einbrenneffekte sind jedoch auch bei W-OLEDs wie bei SBS-AMOLEDs durch verschieden starke Abnutzung der Subpixel bei beispielsweise gleichen Bildinhalten möglich. Die Leistungsaufnahme ist bei W-OLEDs wegen des lichtabsorbierenden Farbfilters höher und der Farbraum kann geringer ausfallen als bei SBS-AMOLEDs. LG beispielsweise setzt die W-OLED-Technik bei Fernsehgeräten ein.

#### 4-Subpixel-Technik
Durch 4 anstatt der üblichen 3 Subpixel, d. h. mit den Subpixeln Rot, Grün, Blau und Weiß, kann die Spitzenleuchtdichte Weiß erhöht werden. Diese Technik wird von einigen Herstellern bei W-OLED-Bildschirmen verwendet. Dies führt jedoch zu unerwünschten Fehlern in der Bilddarstellung, z. B. in der Form von glühenden Linien.

### QD-OLED
Bei QD-OLED (engl. quantum dot organic light emitting diode) werden wie bei der W-OLED-Technologie keine verschiedenfarbigen Subpixel hergestellt. Man verwendet für die Lichtumwandlung in die RGB-Grundfarben anstatt der Farbfilter Quantenpunkte, und anstatt der weiß leuchtenden organischen Subpixel verwendet man blaue. Bei dieser Technik trifft für die RGB-Grundfarben Rot und Grün blau emittiertes Licht auf Quantumpunkte. Da die organischen Subpixel alle blau sind, werden für die RGB-Grundfarbe Blau keine Quantenpunkte benötigt.
Samsung gab bei der CES 2022 folgende Hauptvorteile gegenüber den herkömmlichen W-OLED an:
- Farbumfang (BT2020) 90 % anstatt mit W-OLED bisher nur 76 %.
- Farbvolumen (DCI-P3) 123 % anstatt bisher mit W-OLED bisher nur 94 %.
- Spitzenleuchtdichte Weiß 1.500 nit anstatt mit W-OLED bisher nur 1.000 nit.
- Spitzenleuchtdichte für Farben Rot, Grün und Blau 335/1.088/136 anstatt mit W-OLED bisher nur 102/350/45.
- Betrachtungswinkel 81 % anstatt mit W-OLED bisher nur 53 %.
- Es werden nur 3 Subpixel verwendet anstatt mit W-OLED 4 Subpixel. 4 Subpixel können Fehler in der Bilddarstellung verursachen.[20]

#### Geplant nächster Entwicklungsschritt ist MicroLED
Samsung sieht die QD-OLED-Technologie nur als einen Zwischenschritt an und plant in einer nächsten Entwicklungsphase, die Quantenpunkte beizubehalten, aber hierbei die darunter liegende blau leuchtende organischen Subpixel-Leuchtschichten durch sogenannte blau leuchtende GaN-Nanostäbchen (engl. GaN nanorod) Subpixel-Leuchtschichten zu ersetzen. Samsung nennt diese Technologie QNED (engl. quantum dot nanorod emitting diode). Da die GaN-Nanostäbchen nicht organisch sind, entstehen dadurch folgende Vorteile: Höhere Helligkeiten, höhere Lebensdauer und keine Burn-In-Effekte. Sehr ähnlich wie bei der Produktion von OLED können Nanorod in eine Lösung gegeben und aufgedruckt werden. Geplant war die erste Pilotserie für 2023, jedoch wurde diese im Mai 2022 auf unbestimmte Zeit verschoben. Samsungs QNED-Bildschirme sind jedoch keine OLED-Bildschirme, sondern MicroLED.

## Vor- und Nachteile gegenüber anderen Technologien

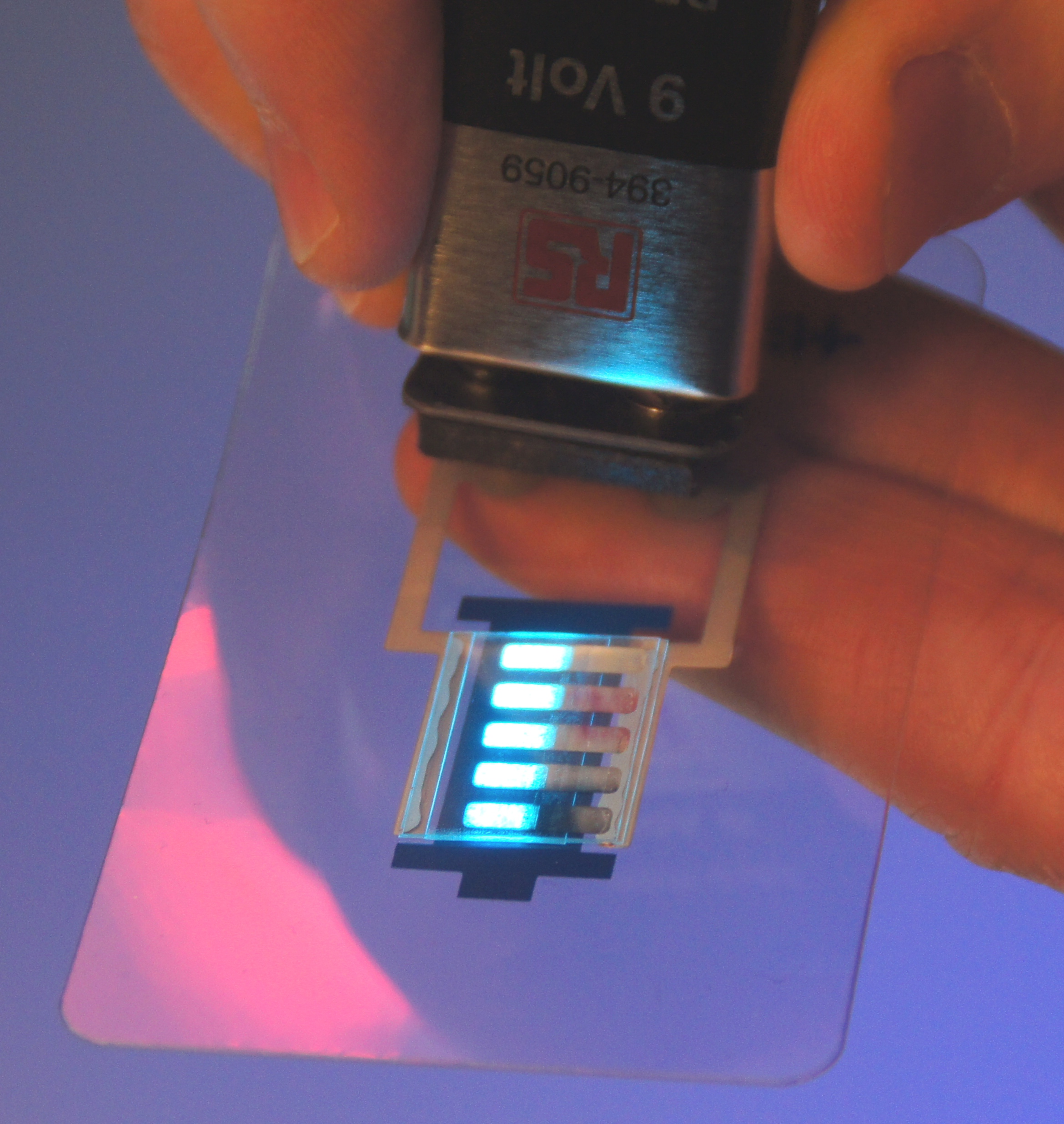
Gedruckte OLED-Zeile, mit einer Batterie zum Leuchten gebracht (2012)

### Gegenüber MicroLED

#### Vorteile
MicroLED-Fernseher gelten als die Nachfolger der OLED-, LED-LCD- und Plasmafernseher. Sie vereinen alle Vorteile dieser bestehenden Bildschirmtechnologien.

#### Nachteile
- Zurzeit hat sich noch keine Massenproduktion entwickelt, dadurch sind die Fernseher für den Verbraucher noch zu teuer. Um das zu veranschaulichen folgendes Beispiel: Samsung produziert seit 2022 einen 89-Zoll-4K-UHD-Fernseher für 80.000 $ und einen 114-Zoll-4K-UHD-Fernseher für 100.000 $.[24] In Deutschland ist 2022 der 110-Zoll-4K-UHD-MicroLED (MNA110MS1ACXXE) für circa 150.000 € auf Marktplätzen gelistet.[25]
- Im Allgemeinen sind die RGB-Punktdichten, die in der Massenproduktion realisiert werden können, zurzeit noch geringer als bei den bestehenden Technologien.

### Gegenüber Flüssigkristallbildschirmen mit LED (LED-LCD)

#### Vorteile
- Ein Vorteil von OLED-Bildschirmen gegenüber den herkömmlichen Flüssigkristallbildschirmen (LED-LCD) ist der sehr hohe Kontrast und die niedrigen Schwarzwerte, da sie ohne Hintergrundbeleuchtung auskommen: Schwarze Pixel emittieren kein Licht. Während LED-LCDs nur als farbige Filter wirken und im Dunkelzustand trotzdem etwas Licht durchscheint, emittieren OLED Subpixel farbiges RGB-Licht nur bei Ansteuerung, was zudem eine sehr gute Farbdarstellung verspricht. Dies ist heute allerdings nicht mehr allgemein gültig. Neue Technologien bei den Flüssigkristallbildschirmen wie das Full Array Mini LED mit Local Dimming oder Dual-Layer konnten die Schwarzwerte und Kontraste verbessern, jedoch nicht ohne aufwendige und teurere Bauteile in den Fernsehern und bei Local Dimming zudem unerwünschten Nebenwirkungen wie dem Blooming.

- Das Verfahren einzelne Pixel anzusteuern ist deutlich effizienter, wodurch OLEDs, speziell bei der Darstellung dunkler Bilder, weniger Energie benötigen. Aus diesem Grund werden OLED-Geräte weniger warm als entsprechende Geräte mit LC-Bildschirmen, obschon durch die Umstellung von Kaltkathodenröhren auf LEDs für die LCD-Hintergrundbeleuchtung der Energieaufwand für Flüssigkristallbildschirme gesenkt wurde. Durch den geringen Energiebedarf können OLEDs gut in kleinen, tragbaren Geräten eingesetzt werden, beispielsweise Notebooks, Handys und MP3-Playern.

- Aufgrund der nicht benötigten Hintergrundbeleuchtung ist es möglich, OLEDs sehr dünn zu gestalten. Ein auf der „Display 2008“ vorgestelltes Modell von Sony hat eine Tiefe von lediglich 0,3 Millimetern.[26]

- Die Reaktionszeit von OLEDs liegt bei 0,2 bis 3 Millisekunden (2022)[27] und ist damit rund 3-mal bis 50-mal so schnell wie bei LED-LCD mit 1 bis 10 Millisekunden (2021).[28] Die Bewegtbildschärfe ist somit höher. Ein Grund, warum OLEDs als geeigneter für höhere Bildfrequenzen und Bildinhalte mit Bewegung angesehen werden.

- Ein Vorteil ist, dass OLEDs großflächig als Gedruckte Elektronik herzustellen sind, was keine teure Vakuumtechnik und Fotolithografie erfordert. Der Kostenvorteil ergibt sich daraus, dass die elektrisch leitenden farbgebenden Schichten in einem modifizierten Tintenstrahldruckverfahren oder neuerdings auch im Offsetdruck aufgebracht und ebenfalls ohne Vakuum-Aufdampfen anschließend beschichtet werden können. Führend auf diesem Gebiet der löslichen OLED-Materialsysteme sind DuPont[29][30] und Merck.[31] Die ersten OLEDs wurden unter Laborbedingungen bereits 1987 gedruckt (siehe Entwicklung der gedruckten Elektronik). Leitmesse mit Kongress für die gedruckte Elektronik ist jährlich die LOPEC-Messe in München.[32] Auf der Drupa 2012, Leitmesse der Druckindustrie, wurden u. a. gedruckte OLEDs als Milliardenmarkt identifiziert.[33]

#### Nachteile

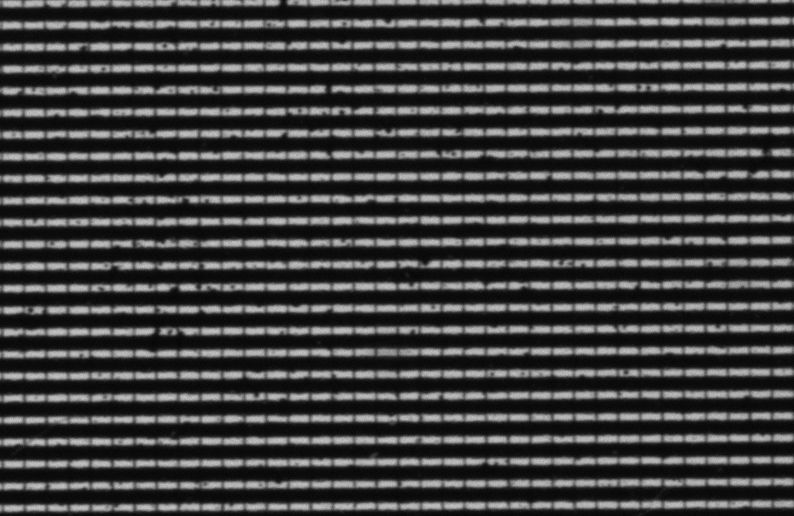
Nahaufnahme eines gealterten OLED-Bildschirms

- Das größte technische Problem stellt die vergleichsweise geringe Lebensdauer und schnelle Abnutzung mancher aus organischen Materialien bestehenden Bauelemente dar. Bei (O)LEDs bezeichnet man als Lebensdauer die mittlere Betriebszeit, nach der die Leuchtdichte auf die Hälfte abgesunken ist. Dabei haben blaue OLEDs die geringste Lebensdauer. Für weiße Lichtquellen, wie bei Monitoren, ist für die insgesamt nutzbare Lebensdauer daher die blaue Komponente die begrenzende. 2011 wurden für weiße Lichtquellen 5000 Stunden (bei 1000 cd/m²)[34] und 12.000 Stunden (bei 100 cd/m²)[35] angegeben. Im Vergleich dazu weisen handelsübliche weiße LEDs für die Hintergrundbeleuchtung bei LCD-Monitoren eine mittlere Betriebszeit in der Größenordnung von 30.000 Stunden auf.[36] Die Lebensdauer von OLEDs ist temperaturabhängig: Eine gut gekühlte OLED (gleich welcher Farbe) mit geringer Anfangsleuchtstärke hat immer eine höhere Lebensdauer als eine OLED, die ohne Kühlung von Anfang an mit der maximalen Leuchtstärke betrieben wird. Der Grund sind Diffusionsprozesse in der OLED, die bei höheren Temperaturen schneller ablaufen. Die Lebensdauer bei mittlerer bis geringer Helligkeit wird aus dem Wert bei maximaler Helligkeit extrapoliert, da der Test von OLED-Materialien bei geringer Leuchtstärke über mehrere Zehn- bis wenige Hunderttausende von Stunden nicht praktikabel ist.

- Ein weiterer Nachteil der OLED ist die im Vergleich zu Leuchtdioden geringere Lichtausbeute im Bereich von 40 lm/W bis 60 lm/W bei handelsüblichen OLEDs. Spitzenwerte von ausgesuchten Labormustern bei OLEDs erzielen Werte knapp über 100 lm/W.[37] Leuchtdioden für Beleuchtungszwecke erzielen Laborwerte von 200 lm/W. Flüssigkristallbildschirme mit LED sind bis heute noch überlegen für Anwendungen in sehr hellen Räumen oder im Freien.

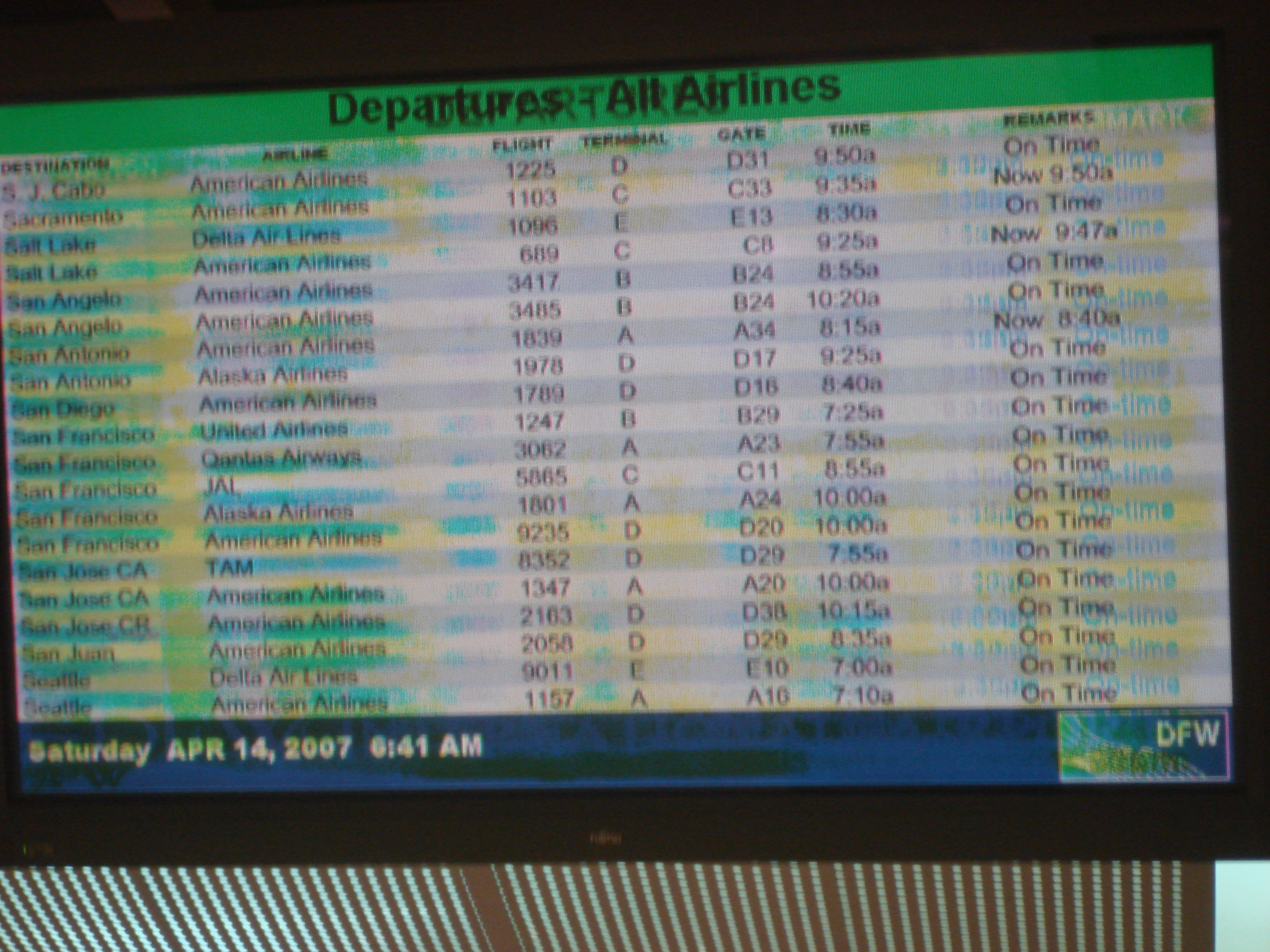
Am Beispiel eines Plasmafernsehers: Eingebrannte oder nachleuchtende Bildinhalte am DFW-Flughafen. OLED haben das gleiche Problem. (2007)

- Das Einbrennen (Burn-in) bestimmter statischer Muster (wie Fernsehlogos, Windows-Taskleiste, HUB oder Statusanzeigen bei Videospielen) wird bisher noch als weiterer Nachteil genannt. Der Grund hierfür ist die durch die Muster verursachte unterschiedlich schnelle Abnutzung der Pixel. Diesen Nachteil hatten bereits Plasmabildschirme in der Anfangszeit.

- Neben geringerer Lebensdauer und Lichtausbeute reagieren OLEDs auch auf bestimmte äußere Stoffe empfindlich. So kann neben Wasser, durch Luftfeuchtigkeit allgegenwärtig, auch eindringender Sauerstoff das organische Material zerstören. Daher ist es wichtig, das Display hermetisch zu kapseln und vor äußeren Einflüssen zu schützen. Die nötige starre Kapselung beeinträchtigt die Flexibilität. Durch Korrosion mit Sauerstoff ist vor allem die hochreaktive Injektionsschicht aus Calcium und Barium gefährdet. Typische Versagenserscheinungen sind kreisrunde, wachsende nichtleuchtende Bereiche, sogenannte „Dark Spots“. Ursache ist häufig eine Partikelbelastung beim Aufdampfen der Metallschichten. Auch die mikroskopischen Kanten der Mehrschichtstruktur werden durch Korrosion unterwandert, was zur Abnahme der effektiv leuchtenden Pixelfläche bei Bildschirmanwendungen führt. Kommerzielle OLEDs auf flexiblem Substrat befinden sich mit Stand 2017 in der Einführungsphase, da alle flexiblen Kunststoffsubstrate eine hohe Durchlässigkeit für Sauerstoff und Luftfeuchtigkeit haben. Dünnstglas (Glas mit einer Dicke von höchstens etwa 0,2 mm) ist in der Verarbeitung schwer handhabbar, außerdem ist das Anodenmaterial Indiumzinnoxid ein Hartstoff und spröde. Wiederholtes Ein- und Ausrollen um einen geringen Radius führt zum Brechen und schnellen Versagen (Widerstandsanstieg) der Anode.

### Gegenüber Plasmabildschirmen

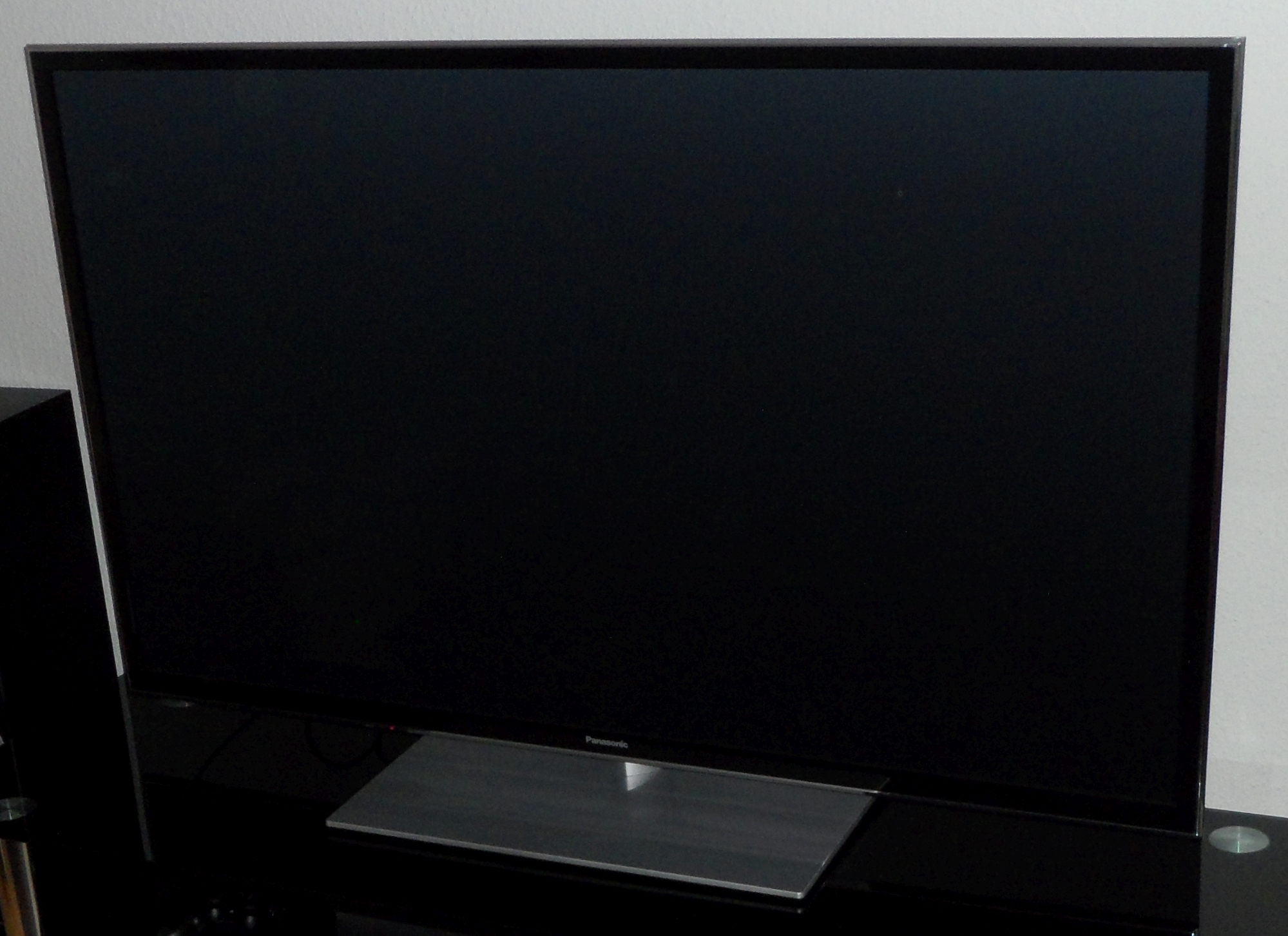
Letzte Generation Plasmafernseher von Panasonic. Mittelklasse ST60er Serie, 55 Zoll. (2013)

#### Vorteile
- OLED-Bildschirme werden zurzeit (2022) in Massenproduktion hergestellt. Plasmabildschirme hingegen werden seit 2015 nicht mehr in Serie hergestellt.
- Die Bildschirme sind leichter und dünner im Vergleich zu Plasmabildschirmen.
- Höhere Helligkeiten.
- OLED haben bessere Schwarzwerte, da beim Plasma die Pixel auch im ausgeschalteten Zustand, d. h. bei der Schwarzwiedergabe, während des Betriebs gezündet werden müssen, so dass diese ein sehr leichtes Restlicht emittieren. OLED-Pixel dagegen können auch während des Betriebs komplett ausgeschaltet werden und können somit nahezu unendlich tiefe Schwarzwerte darstellen.
- Plasma-Bildschirme haben eine höhere Verlustleistung und dadurch einen höheren Stromverbrauch. Dieser Unterschied besteht ebenfalls zwischen hausgebräuchlichen Leuchtstoff- und LED-Lampen.
- OLED können ohne Glas gefertigt werden.
- Plasmabildschirme sind durch das Plasmarauschen minimal unschärfer als OLED-Geräte. Der Grund für das Plasmarauschen ist eine teilweise unkontrollierte Gasentladung und Zündung der Pixel.
- Bedingt durch das Zünden und die Gasentladung, u. a. realisiert mit einer elektrischen Drosselspule, entstehen bei Plasmafernsehern leichte Geräusche, die als „Surren, Sirren, Pfeifen“ beschrieben werden, welche auch je nach Bildinhalt variieren können. Ähnliche Geräusche können von Netzteilen, Leuchtstoffdeckenleuchten und Grafikkarten abgegeben werden. Außerdem erzeugen auch die Bildpunkte ein leichtes Geräusch in Form eines leichten Knisterns.
- Zum letzten Entwicklungsstand konnten kleine hochauflösende Bildschirme nicht hergestellt werden, da die Pixel der Plasmazellen für eine Gasentladung eine Mindestgröße benötigen. Auch Standardgrößen mit einer UHD-Pixelauflösung konnten bis zum Ende der Massenproduktion 2014 nicht realisiert werden. Dies war jedoch mit LED-LCD und OLED bereits möglich.

#### Nachteile
- In den Jahren vor 2022 hatten viele OLED-Bildschirme einen Aufbau mit Farbfiltern (W-OLED). Dadurch können der Blickwinkel und die Farbdarstellung schlechter sein als bei früheren Plasmabildschirmen. Seit 2022 sind jedoch QD-OLED-Bildschirme auf dem Markt, eine neue Technik, welche eine gegenüber der Plasma-Technologie überlegenere Farbdarstellung hat. Dieser Vorteil ist jedoch nur dann gültig, sofern zukünftig keine Plasmabildschirme mit Quantenpunkten in Massenproduktion realisiert werden.
- Plasmafernseher haben extrem kurze Reaktionszeiten der einzelnen Bildzellen, welche im Nanosekunden-Bereich[38] liegen. Die Reaktionszeiten von OLED liegen im Millisekunden-Bereich[27], was mindestens 1000-mal so lang ist, wodurch die Bewegtbildschärfe bei Plasmafernsehern deutlich besser ist als bei OLED. Deshalb sind Plasmafernseher deutlich besser geeignet für hohe Bildfrequenzen, Videospiele, E-Sports und allgemein Inhalten mit schnellen Objekt- und Kamerabewegungen.

## Geschichte
- In den 1950er Jahren wurde die Elektrolumineszenz in organischen Materialien von André Bernanose (1912–2002) an der Universität Nancy in Frankreich entdeckt.[39] Stoffe wie Acridinorange wurden in dünnen Filmen aus Cellulose oder Zellophan deponiert oder gelöst und einem Wechselstromfeld ausgesetzt. Dieser Mechanismus basiert auf der direkten Anregung von Farbstoffmolekülen oder Elektronen.[40][41][42][43] OLED-Kunstwerk in Bildmitte im Einkaufszentrum Aquis Plaza, Aachen (2015)

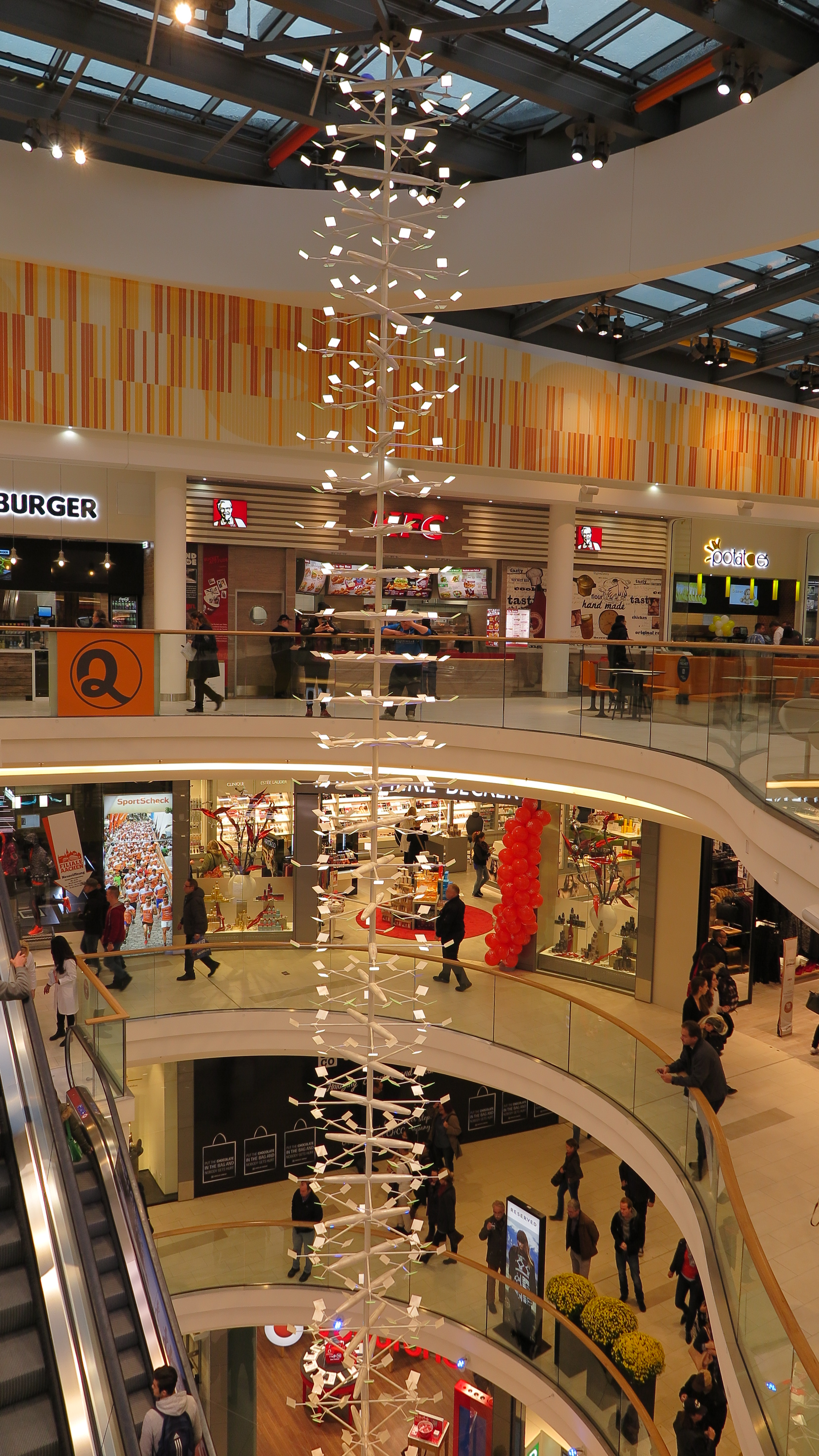
OLED-Kunstwerk in Bildmitte im Einkaufszentrum Aquis Plaza, Aachen (2015)

- Martin Pope und Mitarbeiter der New York University entwickelten 1960 ohmsche Elektrodenkontakte zur Injektion von Ladungsträgern in organische Kristalle im unbeleuchteten Zustand.[44][45][46] Im Weiteren beschrieben sie die nötigen energetischen Anforderungen (Austrittsarbeiten) für Elektrodenkontakte, die Elektronen bzw. Löcher (Defektelektronen) in einen organischen Halbleiter injizieren können. Solche Kontakte sind die Basis für die Ladungsinjizierung bei allen modernen OLED-Geräten.

- Im Jahr 1963 entdeckte ebenfalls Popes Gruppe die erste Gleichspannungs (DC)-Lumineszenz unter Vakuum an einem reinen Anthracen-Einkristall und an Tetracen-dotierten Anthracen-Kristallen mit einer kleinen Silberelektrode bei 400 V.[47] Dieser Mechanismus basiert auf feldbeschleunigter Elektronenanregung der molekularen Fluoreszenz. Popes Gruppe berichtete 1965 zum einen von Elektrolumineszenz in Anthracen-Kristallen, ausgelöst durch die Rekombination von thermalisierten Elektronen und Löchern ohne ein äußeres elektrisches Feld,[48] und zum anderen, dass bei Anthracen das Leit-Energieniveau höher als das Exziton-Energieniveau ist.

- 1965 produzierten Wolfgang Helfrich und W. G. Schneider vom National Research Council of Canada Elektrolumineszenz durch doppelt injizierte Rekombination zum ersten Mal in einem Anthracen-Einkristall unter der Verwendung von Löcher- und Elektronen-injizierenden Elektroden,[49] den Vorläufern der modernen doppel-injizierenden Geräte.
- Im selben Jahr 1965 patentierten Forscher von Dow Chemical ein Verfahren zur Herstellung von Elektrolumineszenz-Zellen aus einem elektrisch isolierten, 1 mm dünnen Film aus geschmolzenem Phosphor mit eingearbeitetem Anthracenpulver, Tetracen und Graphitpulver, das mit Wechselspannung (100–3000 Hz, 500–1500 V) betrieben wurde.[50] Dieser Mechanismus basiert auf elektronischer Anregung von Graphit und Anthracen-Molekülen an den Kontakten.

- Die Leistungsfähigkeit war durch die schlechte elektrische Leitfähigkeit der damaligen organischen Materialien begrenzt. Diese Beschränkung wurde durch die Entdeckung und Entwicklung von hochleitfähigen Polymeren verbessert.[51] So beobachtete Roger Partridge vom britischen National Physical Laboratory 1975 erstmals die Elektrolumineszenz von Polymerfilmen. Der später patentierte[52] und 1983 in einer Fachzeitschrift veröffentlichte[53][54][55][56] Aufbau bestand aus einer bis zu 2,2 µm dünnen Folie aus Polyvinylcarbazol zwischen zwei ladungsinjizierenden Elektroden.

- Ching W. Tang und Steven Van Slyke von der Eastman Kodak Company berichteten 1987 erstmals von einem Diodenaufbau.[57] Dabei wurde eine neuartige Zweischichtstruktur mit getrennter loch- und elektronentransportierender Schicht verwendet, so dass Rekombination und Lichtemission in der Mitte der organischen Schicht auftraten. Das führte zu einer niedrigeren Betriebsspannung und höherer Effizienz und stellte den Übergang zu der heutigen OLED-Forschung und -Produktion dar.
- Die Grundpatente für OLED-Strukturen stammen aus den 1980er Jahren. Dabei war Kodak führend. Seit 1980 sind zu dem Thema etwa 6600 Patente bekannt. Forschungsschwerpunkte liegen in Japan, Südkorea und den USA. Die meisten Patente sind in Japan registriert, gefolgt von den USA und Europa. Deutschland liegt mit etwa 4,5 % auf Platz drei hinter den USA mit etwa 22 %.

- 1990 entwickelten J. H. Burroughes und Mitarbeiter von der University of Cambridge eine effiziente, grünes Licht emittierende Anordnung unter der Verwendung von 100 nm dünnem Film aus Poly(p-phenylen-vinylen).[58] 1996 wurde das erste Gerät mit einem leuchtenden Polymer von Cambridge Display Technology (CDT) vorgestellt.[59]
- 2003 kamen die ersten Handys mit OLED-Display auf den Markt. Das Samsung E700 und das LG G7030. Das OLED-Display wurde aber nicht als Hauptdisplay verwendet, sondern auf der Rückseite von klappbaren Handys.[60]
- Im Januar 2006 kam das weltweit erste Mobiltelefon mit einem AMOLED-Display als Hauptbildschirm auf den Markt.[60] Das BenQ-Siemens S88. Der Bildschirm war in 2,0 Zoll, hatte eine Bildauflösung von 220 × 176 Pixel und konnte 262.144 Farben darstellen.[61]
- Im November 2006 kreierten Wissenschaftler am Pacific Northwest National Laboratory (PNNL) eine blaue OLED mit einer Quantenausbeute von 11 % bei 800 cd/m².[51][62]
- Im Jahr 2007 wurde der erste OLED-Fernseher mit einer Größe von 27,9 cm (11 Zoll) durch die Firma Sony vorgestellt. Der Sony XEL-1 kostete circa 2500 Dollar. Die Bildauflösung ist 960 × 540 Pixel und der Kontrast 1.000.000:1.[63]
- 2010 trat LG mit dem 15-Zoll-OLED-Fernseher LG 15EL9500 in den Markt ein. Die Bildauflösung ist 1365 × 768 Pixel, die Reaktionszeit 0,1 ms.[64]
- 2012 brachte LG den weltweit größten OLED-Fernseher (55 Zoll) auf den Markt.[64] Den LG 55EM9600. Bildauflösung 1920 × 1080 Pixel. W-OLED-Technik. Kontrast 100.000.000:1. Marktpreis circa 8.327 €.[65]
- 2013 beendeten Sony und Panasonic ihre OLED-Partnerschaft. Ihre der Presse mitgeteilte Begründung war, dass das Projekt nicht das erwartete Wachstum gebracht hatte, und sie hätten befürchtet, dass OLED-Fernseher nicht „kommerziell rentabel“ seien. LG jedoch blieb über den Ausstieg unbeeindruckt und investierte weiterhin in OLED-Fernseher und brachte 2013 weitere Modelle auf den Markt.[64]
- 2015 entschied sich auch Samsung dazu, aus dem Markt der OLED-Fernseher auszusteigen und seine Investitionen in QLED-Fernseher (LED-LCD mit Quantenpunkten) zu setzen, produzierte aber weiterhin OLED-Panels für Smartphones. Unbeeindruckt vom Ausstieg von Samsung investierte LG weiterhin in die OLED-Fernsehertechnik.[64]
- Seit 2017 verkaufte LG seine OLED-Panels an andere Fernsehgerätehersteller und hatte u. a. Verträge mit Sony, Panasonic, Toshiba, Philips und Loewe ausgehandelt, welche diese OLED-Panels in ihre Fernseher einbauen.[64]
- 2021 kündigte Samsung an, OLED-Bildschirme mit Quantenpunkten zu entwickeln, und 2022 war dann Samsung mit der weltweit ersten erhältlichen QD-OLED-Technologie wieder in den OLED-Markt für Fernsehgeräte und Monitore eingetreten. Der Samsung OLED S95B ist verfügbar in 55 Zoll mit einer UVP 2599 € und in 65 Zoll mit einer UVP 3699 €.[66] Im selben Jahr verkaufte Samsung seine produzierten QD-OLED-Panels auch an den Fernseherhersteller Sony und den Computermonitorhersteller Dell.

## Stand der Bildschirmtechnik
OLEDs könnten bei vielen Anwendungen die heute gebräuchlichen LCDs sowie Plasmabildschirme ersetzen. Die Lebensdauer wirft noch einige Probleme auf, denn die roten, grünen und blauen Leuchtpunkte altern unterschiedlich schnell. Durch dieses unregelmäßige Altern der Einzelfarben kommt es beim Gesamtbild im Laufe der Zeit zu Farbverschiebungen, die sich nur begrenzt durch eine – idealerweise automatische – Nachregelung (vor allem über die Verstärkung der Blauemission) ausgleichen lassen.
Da selbstleuchtende OLED-Displays noch teurer als hintergrundbeleuchtete LC-Displays sind, werden sie bisher nur in speziellen Anwendungen verwendet. Wegen der geringeren Abmessungen bieten sie größere Gestaltungsfreiräume für den Gerätehersteller. Auch der Stromverbrauch der OLEDs ist oft niedriger, da sie keine Hintergrundbeleuchtung benötigen.
Große OLED-Bildschirme sind bisher teurer als entsprechend große LCD-Bildschirme. Probleme stellen vor allem die Kapselung der Bauelemente und die aufwendigere Ansteuerung der Pixel dar. Bei LCDs erfolgt die Ansteuerung mit geringer Leistung, da LCD-Pixel als elektrische Kapazitäten durch eine angelegte Spannung nur umgesteuert werden, die Lichtenergie wird von der Hintergrundbeleuchtung erzeugt. Im Gegensatz dazu müssen OLEDs selbst mit der für die Lichtabgabe erforderlichen Energie beaufschlagt werden, um Elektrolumineszenz zu erzeugen. Sie sind stromgesteuert, weshalb die bisher verwendete ausgereifte Technik aus dem LCD-Bereich nicht direkt übertragen werden kann.
Bei kleinen OLED-Bildschirmen kann die Steuerung über eine sogenannte Passivmatrix erfolgen: Ein bestimmtes Pixel wird durch das Anlegen einer Spannung an eine Zeile und Spalte angesteuert, wofür zwei Leitungen notwendig sind. Für große Bildschirme ist diese Methode nicht ausreichend, weil die Bahnwiderstände linear mit der Größe zunehmen und damit die Treiberkraft nicht mehr ausreicht, um das jeweilige Pixel anzusteuern. Zur Steuerung des Bildschirms muss hier eine Aktivmatrix eingesetzt werden, bei der jedes Pixel einzeln über einen eigenen Transistor adressiert wird, was vier Leitungen nötig macht; abgeleitet von Aktivmatrix-OLED (engl. active matrix organic light emitting diode) wird die Technik unter den Begriffen AMOLED und SuperAMOLED vertrieben. Die Bereitstellung von Schalt-(Spannungssignalen) wie auch Versorgungsstrom ist (wie bei Plasmabildschirmen) aufwendig und damit teuer und einer der Hauptgründe für die hohen Kosten großer Bildschirme.
Als neueste Technik gilt Super AMOLED+. Hier wird die PenTile-Matrix nicht mehr verwendet, wodurch jedes Pixel alle drei Grundfarben zur Verfügung hat; außerdem benötigt man nicht mehr die extrem hohen Pixeldichten, die für die Kaschierung der Pentile-Matrix notwendig waren. Entsprechend bieten derartige Bildschirme wieder die Auflösung, wie sie vor Einführung der PenTile-Matrix üblich war. Weitere Verbesserungen von AMOLED+ sollen bessere Schwarzwerte, erhöhter Kontrast, mehr darstellbare Farben, geringerer Stromverbrauch und verringerte Dicke der Anzeigeeinheit sein.
Seit 2022 werden die ersten QD-OLED Bildschirme von Samsung, Sony und Dell auf den Markt gebracht.

## Hersteller
Bedeutende Hersteller von Leuchtmitteln mittels OLED-Technik sind Konica-Minolta, OLEDWorks und Novaled GmbH, während LG, Samsung SDI und AU Optronics wichtige Hersteller von OLED-Informationsanzeigen sind. Daneben gibt es eine Vielzahl weiterer Hersteller. Philips und Osram stiegen 2004 bzw. 2007 aus dem Display-Geschäft aus und produzieren nur noch OLED-Leuchtmittel.
2015 zog sich Philips ganz aus der OLED-Produktion zurück und verkaufte die Produktionsanlage an OLEDWorks in Rochester, NY, USA.
Im Juni 2015 legte der Pharma- und Spezialchemiehersteller Merck KGaA an seinem Stammsitz in Darmstadt den Grundstein für ein neues Werk, das für die internationalen OLED-Elektronikhersteller die nötigen chemischen Basiselemente für die OLED-Technik produzieren soll. Die Kosten für die neue Fabrikanlage betrugen 30 Mio. Euro. Die Anlage ging im September 2016 in Betrieb.
Im November 2015 verkündete die LG Group, in Südkorea ein Werk für OLEDs zu errichten, das im ersten Halbjahr 2018 die Produktion aufnehmen soll. Die Investitionskosten betragen angeblich 8,2 Mrd. Euro.
Während des Jahres 2016 hat Samsung Electronics als bedeutender Hersteller und Nutzer von AMOLEDs angekündigt, dass in Zukunft großflächige Fernsehbildschirme nicht mehr in OLED-Technik gefertigt werden. Neben beschränkter Lebensdauer werden Bildeinbrennerscheinungen und verhältnismäßig hohe Herstellungskosten als Gründe genannt.
Im April 2021 kündigte Samsung OLEDs auf Basis der Quantum Dot-Technologie an.